# Hängebrücke Q’iswachaka

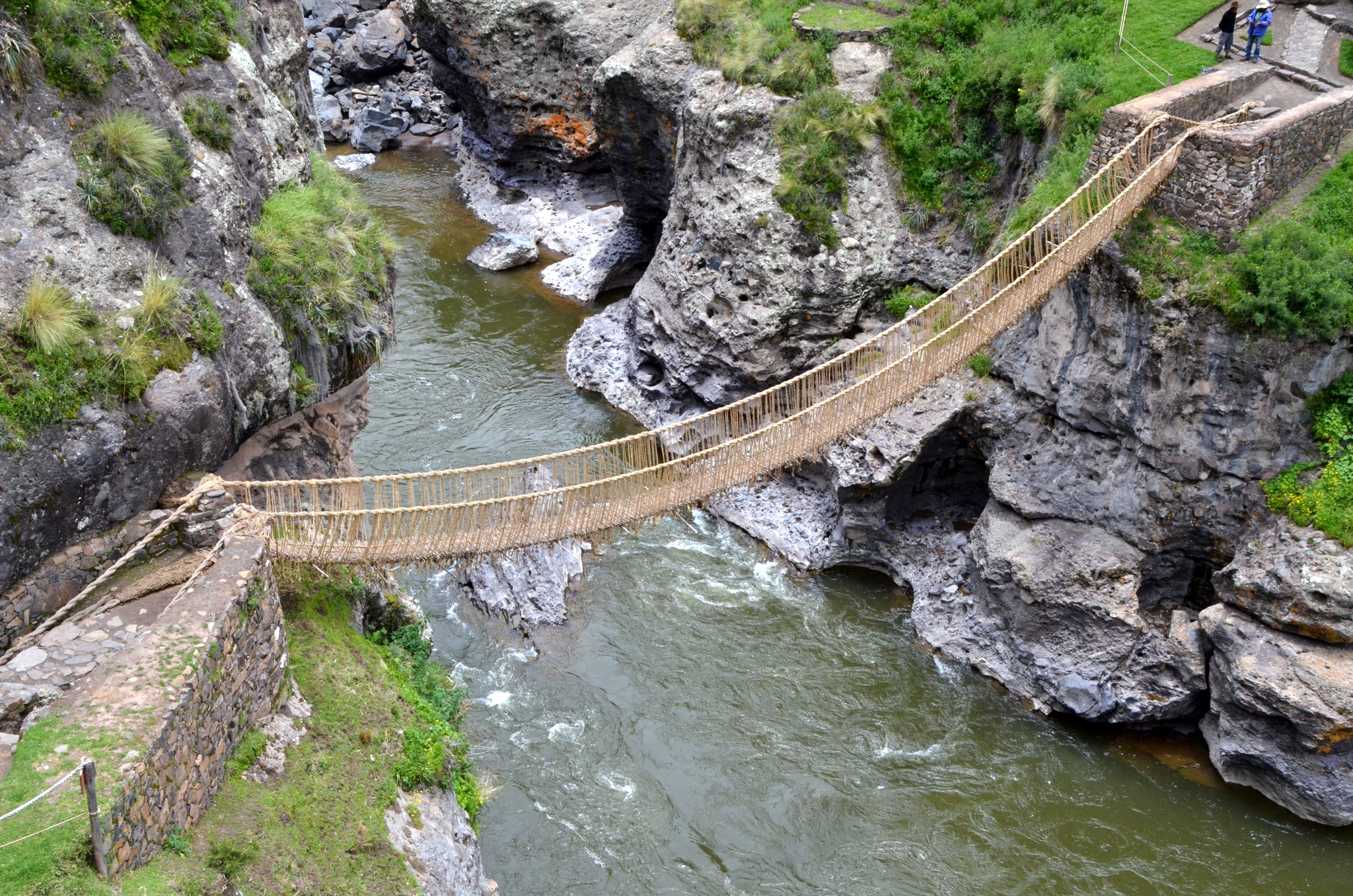
Q’iswachaka-Brücke

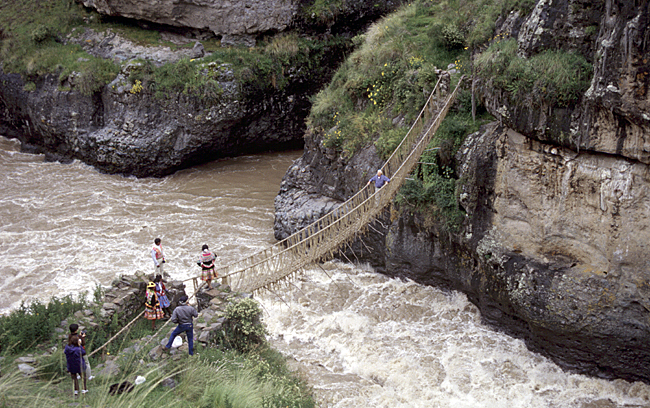
Q’iswachaka-Brücke

Die Hängebrücke Q’iswachaka oder Q’eswachaka, hispanisiert Queshuachaca, ist eine 28 m lange und ca. 1,20 m breite Seilbrücke in der peruanischen Provinz Canas ca. 160 km (Fahrtstrecke) südöstlich von Cuzco.

## Material und Funktion
Sie besteht vollständig aus geflochtenem Gras und überspannt in ca. 15 m Höhe eine Engstelle des reißenden Río Apurímac. Die Brücke ermöglicht es mehreren hundert Einwohnern der Umgebung, den Fluss zu überqueren. Die Brücke besteht in dieser Form schon seit etwa 500 Jahren und wird jedes Jahr im Juni neu errichtet.

## Bau und Pflege
Zur jährlichen Erneuerung der Brücke kommen jeweils etwa 700 Menschen der Umgebung (den Anden-Ortschaften Huinchiri, Quehue, Choccayhua, Ccolana und Chaupibanda) zusammen. Die Frauen flechten die Seile aus Ichu-Gras (Jarava ichu), die Männer verknüpfen die Seile zur Brücke. Nach Vollendung der Brücke wird diese von traditionellen Priestern geweiht und es wird ein Fest veranstaltet.

## Bedeutung
Die Brücke gilt als letzte funktionierende Hängebrücke der Inka und wurde 2009 vom Nationalen Kulturinstitut Perus (INC) zum Nationalen Kulturerbe erklärt. Im Dezember 2013 wurden das Wissen, die Fertigkeiten und die Rituale um den jährlichen Wiederaufbau der Brücke in die UNESCO-Liste des immateriellen Kulturerbes aufgenommen.

## Filme
- Die Brücke aus Gras (1979), Dokumentarfilm von Kurt Rosenthal im Auftrag des SDR, 45 Minuten. (Online)
- Q'eswachaka – Die letzte Hängebrücke der Inkas, Dokumentarfilm, Regie: Chus Barrera, Ein Film von Pablo Barrio, 51 Minuten (Online)